# Hipoteza Pólyi
Hipoteza Pólyi – matematyczna hipoteza, mówiąca że dla dowolnej liczby naturalnej {\displaystyle n>1,} co najmniej 50% liczb naturalnych mniejszych od {\displaystyle n} ma nieparzystą liczbę czynników pierwszych. Hipotezę tę postawił w 1919 roku węgierski matematyk George Pólya. W 1958 roku wykazano, że jest to nieprawdą.

## Hipoteza

Suma wartości funkcji Liouville’a do

Suma wartości funkcji Liouville’a do

Hipoteza Pólyi mówi, że jeżeli dla dowolnego {\displaystyle n>1} podzielimy liczby naturalne mniejsze od {\displaystyle n} na dwie grupy, w zależności od tego, czy dana liczba ma parzystą, czy nieparzystą liczbę czynników pierwszych, to w pierwszej grupie nigdy nie będzie więcej liczb niż w drugiej. Powtórzone czynniki pierwsze liczymy odpowiednią liczbę razy, na przykład: 24 = 2³ · 31 ma 3+1 = 4 czynniki pierwsze.
Równoważnie, przy użyciu funkcji Liouville’a, hipotezę tę można zapisać jako
{\displaystyle L(n)=\sum _{k=1}^{n}\lambda (k)\leqslant 0}
dla wszystkich {\displaystyle n,} gdzie {\displaystyle \lambda (k)=(-1)^{\Omega (k)}} ma wartość +1 gdy liczba czynników pierwszych {\displaystyle k} jest parzysta, a −1 gdy jest nieparzysta.

## Obalenie
Hipoteza Pólyi została obalona przez C.B. Haselgrove’a w 1958 roku. Pokazał on, że istnieje kontrprzykład rozmiaru oszacowanego przez niego na 1,845 · 10361. Wielkość tego kontrprzykładu pokazuje niebezpieczeństwo opierania się na nawet bardzo daleko sięgających sprawdzeniach komputerowych.
Dokładny kontrprzykład równy {\displaystyle n=906\,180\,359} został podany przez R.S. Lehmana w 1960 roku. Najmniejszy istniejący kontrprzykład, wynoszący {\displaystyle n=906\,150\,257,} podał Minoru Tanaka w 1980 roku.